# Провулок Чехова (Одеса)
Провулок Чехова — вулиця Одеси, в історичній частині міста Сахалінчик, від Середньофонтанської вулиці до Вознесенського провулка.

## Історія
Колишня назва — Ананьївський. Сучасна назва на честь російського письменника А. П. Чехова.